# ناحیه جروم، میشیگان
ناحیه جروم (به انگلیسی: Jerome Township) یک منطقهٔ مسکونی در ایالات متحده آمریکا است که در شهرستان دانیلز، میشیگان واقع شده‌است.
 ناحیه جروم ۹۲٫۳ کیلومتر مربع مساحت و ۴٬۸۸۸ نفر جمعیت دارد و ۱۹۸ متر بالاتر از سطح دریا واقع شده‌است.